# طارق بن زياد (فرقاطة)
طارق بن زياد هي فرقاطة من فئة سيجما 10513 تابعة للبحرية الملكية المغربية. السفينة هي الأولى من ثلاث فرقاطات متعددة المهام من طراز سيجما طلبها المغرب من شركة دامن شيلد لبناء السفن البحرية، ودخلت الخدمة في عام 2011.

## التصميم والوصف
يبلغ طول الفرقاطة طارق بن زياد 105.11 مترًا (344.8 قدمًا)، وعرضها 13.02 مترًا (42.7 قدمًا) وغاطسها 3.6 مترًا (12 قدمًا). تبلغ إزاحة الفرقاطة 2,185 طنًا (2,150 طنًا طويلًا) ويتم تشغيلها بواسطة محرك ديزل أو كهربائي من النوع (CODOE)، ويتكون من محركين بقوة 8,100 كيلووات (10,900 حصان)، وأربعة مولدات بقدرة 435 كيلو فولت أمبير/60 هرتز ومولد طوارئ بقدرة 150 كيلو فولت أمبير/60 هرتز. تبلغ سرعتها القصوى 27.5 عقدة (50.9 كم/ساعة)، ومدى يصل إلى 4000 ميل بحري (7400 كم) مع سرعة إبحار تبلغ 18 عقدة (33 كم/ساعة)، وقدرة تحمل تصل إلى 20 يومًا. تضم السفينة 110 أفراد، من بينهم 26 ضابطًا.
السفينة مسلحة بمدفع أوتو ميلارا 76 ملم/62 ومدفعين من طراز إف 2 عيار 20 ملم. بالنسبة للحرب السطحية، تم تجهيز طارق بن زياد بأربع قاذفات صواريخ مضادة للسفن إكزوست واثنتي عشرة خلية نظام إطلاق عامودي لصواريخ إم بي دي إيه ميكا المضادة للطائرات. بالنسبة للحرب المضادة للغواصات، فهي مجهزة بأنبوبين طوربيد بي 515 ثلاثي الأنابيب لطوربيد إم يو 90 إمباكت.
تتألف أجهزة الاستشعار والأنظمة الإلكترونية من رادار المراقبة الجوية/السطحية تاليس سمارت-إس، ورادار تاليس ليرود/الكهرو-بصري للتحكم في الحرائق، وسونار تاليس كينغكليب، ونظام إدارة القتال تاليس التكتيكي، وتاليس تي إس بي، وراداران ملاحيان، ونظام تدابير دعم الحرب الإلكترونية تاليس فيجيل 100، ورادار تاليس سكوربيون الإلكتروني المضاد، وقاذفتا نافذة تيرما إس كي دبليو إس.
لدى طارق بن زياد أيضًا حظيرة طائرات وسطح طيران لطائرة هليكوبتر تزن 9 أطنان. تحتوي السفينة أيضًا على زورقين قابلين للنفخ ذو هيكل صلب. 

## البناء والمهام
وقعت البحرية الملكية المغربية عقدًا مع شركة دامن في 6 فبراير 2008 لشراء ثلاث فرقاطات من طراز سيجما، يشار إليها أيضًا باسم "الفرقاطات المغربية متعددة المهام" وتقدر قيمة العقد بـ 1.2 مليار دولار أمريكي.  تم وضع الفرقاطة الأولى، وهي من تصميم سيجما 10513، في أبريل 2008 في حوض بناء السفن دامن فليسينجن-إيست في فليسينجن، هولندا.  تم إطلاق السفينة في 12 يوليو 2010، ثم تم سحبها إلى حوض بناء السفن في مدينة فليسينجن في دامن لتجهيزها.  غادرت فليسينجن في أول تجربة بحرية لها في بحر الشمال في  مايو 2011.
تم نقل طارق بن زياد إلى البحرية الملكية المغربية في 12 سبتمبر 2011. في الأسابيع الثلاثة التالية، خضع طاقم السفينة للتدريب في دن هيلدر وبحر الشمال، بمساعدة أفراد البحرية الملكية الهولندية. وفي ختام الدورة التدريبية أواخر سبتمبر 2011، بدأت الفرقاطة رحلتها الأولى إلى المغرب.  تم تكليف فرقاطة طارق بن زياد رسميًا في 23 ديسمبر 2011 في الدار البيضاء من قبل الملك محمد السادس.  
دخلت الفرقاطة لأول مرة للحوض الجاف الروتيني في 24 أكتوبر 2014 في منشأة دامن لإصلاح السفن في بريست، فرنسا. وستستمر الصيانة لمدة شهر تقريبًا. 

## التعاون العسكري الدولي (مناورات بحرية مشتركة)
شاركت البحرية الملكية المغربية ونظيرتها الإسبانية تدريبات عسكرية مشتركة من نوع “PASSEX” بالقرب من السواحل الإيبيرية، بمشاركة الفرقاطة “طارق ابن زياد” متعددة المهام عن الجانب المغربي والفرقاطة “مينديز نونيز” عن الجانب الإسباني؛ من أجل تعزيز القدرات العسكرية البحرية بين البلدين.

## روابط خارجية
- فيديو للفرقاطة طراز سيجما 10513 طارق بن زياد في البحر بواسطة NavyRecognition